# 명도전
명도전(明刀錢)은 춘추 전국 시대 연나라에서 사용된 화폐이다. 춘추 전국 시대에 중국 각지에서 사용된 여러 동전 중 하나로 재질은 청동이며, 명(明)과 흡사한 명문이 새겨져 있어 명도전이라 부른다. 연나라의 영토인 허베이성 및 랴오닝성, 네이멍구 자치구 동부 일대에서 대량으로 발견되며 한반도 북부에서도 다수가 출토되었다.

## 개요
도전(刀錢)은 칼과 비슷한 형상을 띠고 있는 동전이라는 의미로 춘추 전국 시대에 광범위하게 사용되었던 화폐이다. 명도전은 첨수도(尖首刀)라는 도전에서 유래된 것으로, 출토되는 도전의 90%를 차지할 만큼 많이 유통되었다. 전국 시대 연나라의 영토인 허베이 성 북부 및 랴오닝 성, 네이멍구 자치구 동남부 일대에서 주로 발견되며 압록강·청천강·대동강 일대에서도 다수 출토되었다. 또한 연나라와 인접해 있는 조나라 및 제나라 영내에서도 소량 출토된다. 조·제 영내에서 출토되는 명도전은 연나라와의 교역에 의한 것으로 보이며, 랴오닝 성 및 한반도 북부에서 출토되는 명도전은 대체로 기원전 3세기 초에 연나라가 동쪽으로 세력을 확장하였던 증거로 해석된다. 기원전 2세기 이전으로 편년되는 명도전은 고조선과 연나라의 활발한 교역 관계를 나타내는 증거로 보기도 한다. 일부 학자들은 명도전이 널리 유통되면서 고조선을 비롯한 주변 제민족들이 자체적으로 명도전을 주조하여 유통하였다고 주장한다. 또한 일부 재야사학자들과 북한의 역사학계는 명도전이 고조선의 화폐라고 주장한다.
한반도 북부에서 출토되는 제나라 양식 4글자 명도전은 길이 18.5cm, 최대 폭3cm, 고리 직경2.7cm, 무게 33.95그램이 나간다.

## 같이 보기
- 런민비